# Kniebrecht,Melibocus u.Orbishöhe b.Seeheim-Jugenh.,Alsb.u.Zwing.
Kniebrecht,Melibocus u.Orbishöhe b.Seeheim-Jugenh.,Alsb.u.Zwing. este o arie protejată (arie specială de conservare — SAC, sit de importanță comunitară — SCI) din Germania întinsă pe o suprafață de 953,98 ha, integral pe uscat.

## Localizare
Centrul sitului Kniebrecht,Melibocus u.Orbishöhe b.Seeheim-Jugenh.,Alsb.u.Zwing. este situat la coordonatele 49°43′34″N 8°38′05″E / 49.7261°N 8.6347°E.

## Înființare
Situl Kniebrecht,Melibocus u.Orbishöhe b.Seeheim-Jugenh.,Alsb.u.Zwing. a fost declarat sit de importanță comunitară în aprilie 1999 pentru a proteja 1 specie de plante și 6 specii de animale. Situl a fost protejat și ca arie specială de conservare în martie 2008.

## Biodiversitate
Situată în ecoregiunea continentală, aria protejată conține 10 habitate naturale: Tufărișuri subcontinentale peripanonice, Pajiști uscate seminaturale și facies de acoperire cu tufișuri pe substraturi calcaroase (Festuco-Brometalia) (* situri importante pentru orhidee), Fânețe de joasă altitudine (Alopecurus pratensis, Sanguisorba officinalis), Pante stâncoase silicioase cu vegetație casmofită, Păduri de fag Luzulo-Fagetum, Păduri de fag Asperulo-Fagetum, Păduri de fag din Europa Centrală dezvoltate pe sol calcaros cu Cephalanthero-Fagion, Păduri de stejar și carpen Galio-Carpinetum, Păduri pe pante, grohotișuri și ravene de Tilio-Acerion, Păduri aluvionare cu Alnus glutinosa și Fraxinus excelsior (Alno-Padion, Alnion incanae, Salicion albae).
La baza desemnării sitului se află mai multe specii protejate:
- plante (1): mușchi (Dicranum viride)
- păsări (4): buha (Bubo bubo), ciocănitoare neagră (Dryocopus martius), Falco peregrinus peregrinus, gaia roșie (Milvus milvus)
- nevertebrate (2): Euplagia quadripunctaria, rădașcă (Lucanus cervus)

Pe lângă speciile protejate, pe teritoriul sitului au mai fost identificate 23 de specii de nevertebrate.